# Zapornia nigra
La polluela de Miller o rascón de Miller  (Zapornia nigra) es una especie extinta de ave gruiforme de la familia Rallidae endémica de Tahití.

## Taxonomía
Zapornia nigra solo es conocido a partir de dos ilustraciones, uno por Georg Forster en Tahití durante el segundo viaje de James Cook (1772-1775), y el otro por John Frederick Miller en 1784.

## Extinción
La presencia de depredadores introducidos probablemente los llevó a su extinción poco después de su descubrimiento.